# Miles Merchantman
El Miles M.71 Merchantman fue un desarrollo ampliado y cuatrimotor del avión de carga ligero Miles Aerovan. Voló en 1947, pero el diseño fue abandonado cuando Handley Page se hizo cargo de Miles Aircraft en 1948.

## Diseño y desarrollo
El Miles Merchantman estaba destinado a seguir al exitoso carguero Aerovan como un avión más grande construido con líneas similares. Miles tenía como objetivo proporcionar un monoplano de ala alta simple y resistente con un espacio de carga o pasajeros fácilmente accesible y configurable. Esto se logró, como en el Aerovan, montando la unidad de cola en un botalón desde la parte superior del fuselaje, simplificando el acceso por la parte trasera del fuselaje. Diseñado para transportar cargas mayores, el Merchantman era más grande, más pesado y más potente que su predecesor: su envergadura era mayor en un factor del 1,33, todo ello con un aumento de peso del 2,2 y de potencia del 3,2.
A diferencia del Aerovan, el Merchantman estaba destinado a ser un avión con estructura principalmente metálica, aunque el primer prototipo y único ejemplar construido tenía superficies de cola de madera para acelerar la construcción. Los bordes de fuga del ala por detrás del larguero trasero estaban recubiertos de tela. La parte interior de este borde de fuga llevaba los habituales flaps tipo Miles, abisagrados por debajo de las alas; los alerones de las secciones exteriores estaban, inusualmente, montados por debajo del ala de la misma manera. Los beneficios de este último montaje eran que podían actuar como flaps y como alerones, abatiéndose cuando se bajaban los flaps; y que, montados en la corriente de aire inferior del ala, producían una guiñada menos adversa que un alerón convencional. El efecto general era bastante parecido al de la "segunda ala" de los Junkers, bastante familiar en el Ju-52. La potencia extra del Merchantman procedía tanto del número como de la elección de los motores: poseía cuatro motores en línea invertidos De Havilland Gipsy Queen de 187 kW (250 hp). Estos estaban montados en largos carenados en la parte inferior del ala, con los depósitos de combustible detrás del cortafuegos del motor.
El Merchantman poseía una cola montada en botalón similar a la del Aerovan, con un borde de ataque casi recto hasta el estabilizador horizontal, llevando elevadores con compensadores en un borde de salida fuertemente ahusado. Había tres superficies verticales, una central con un timón y dos aletas tipo placas terminales con grandes superficies móviles que actuaban como compensadores. Las aletas exteriores tenían la misma forma vista en muchos aviones de Miles: simétricas y elípticas en la parte superior, pero romas en la parte inferior. La aleta central del Aerovan era semielíptica, pero la disposición inicial del Merchantman continuaba la elipse por debajo del botalón. Esta forma cambió poco después de las primeras pruebas de vuelo, cuando una aleta dorsal sobre el botalón reemplazó a la superficie inferior.
El fuselaje de lados planos presentaba una gran área de quilla que debía ser compensada por los empenajes. Por otro lado, producía un gran espacio despejado al que se podía acceder fácilmente a través de puertas traseras que incluían una rampa integral hasta el suelo del fuselaje. Tenía un volumen de 22,1 m 3 y el avión podía transportar cargas de hasta 2268 kg. Configurado como un avión de pasajeros, este espacio tenía capacidad para veinte asientos en cinco filas de a cuatro, aunque no hay constancia de que se instalaran los mismos. Poseía un tren de aterrizaje triciclo con ejes montados debajo del suelo del fuselaje y con patas cortas que llevaban un par de pequeñas ruedas principales fijas, manteniendo el avión cerca del suelo para facilitar la carga; el suelo del fuselaje estaba sólo a 61 cm por encima del terreno. La rueda de morro se podía dirigir mediante la barra del timón, como en el Aerovan.
El Merchantman voló por primera vez a mediados de agosto de 1947, apareciendo en la feria SBAC del mismo año en Radlett el mes siguiente, con su nuevo empenaje. Sólo se construyó un ejemplar, matriculado como G-AILF y volado en condiciones de clase B como U-21 al menos hasta noviembre de 1947. Miles Aircraft dejó de operar en 1947 y Handley Page se hizo cargo de sus activos; el Merchantman fue desguazado en 1948. El ala del Merchantman y la del Marathon tenían mucho en común, por ello el primero sobrevivió durante un tiempo.

## Especificaciones (M.71)
Referencia datos: Jackson, 1960

### Características generales
- Tripulación: Uno (piloto)
- Capacidad: 20 pasajeros en configuración comercial
- Longitud: 13 m (42,7 ft)
- Envergadura: 20,3 m (66,5 ft)
- Altura: 4,2 m (13,9 ft) [2]
- Superficie alar: 55,7 m² (600 ft²)aprox.[2][7]
- Peso cargado: 5897 kg (12 997 lb)
- Planta motriz: 4× motor lineal invertido de 6 cilindros refrigerado por aire De Havilland Gipsy Queen 30.
  - Potencia: 187 kW (258 HP; 254 CV) cada uno.
- Hélices: 1× bipala por motor.

### Rendimiento
- Velocidad máxima operativa (Vno): 262 km/h (163 MPH; 141 kt) a nivel del mar
- Velocidad crucero (Vc): 230 km/h (143 MPH; 124 kt) a 1525 m (5000 pies) y al 65 % de la potencia de despegue[5]
- Alcance: 1384 km (747 nmi; 860 mi) a 1525 m (5000 pies) y al 65 % de la potencia de despegue[2]
- Techo de vuelo: 4877 m (16 001 ft) [2]

## Aeronaves relacionadas

### Desarrollos relacionados
- Miles Aerovan
- Miles M.68

### Secuencias de designación
- Secuencia M._ (interna de Miles): ← M.65 - M.68 - M.69 - M.71 - M.75 - M.76 - M.77 →